# Liste der Auslandsvertretungen der Demokratischen Republik Kongo

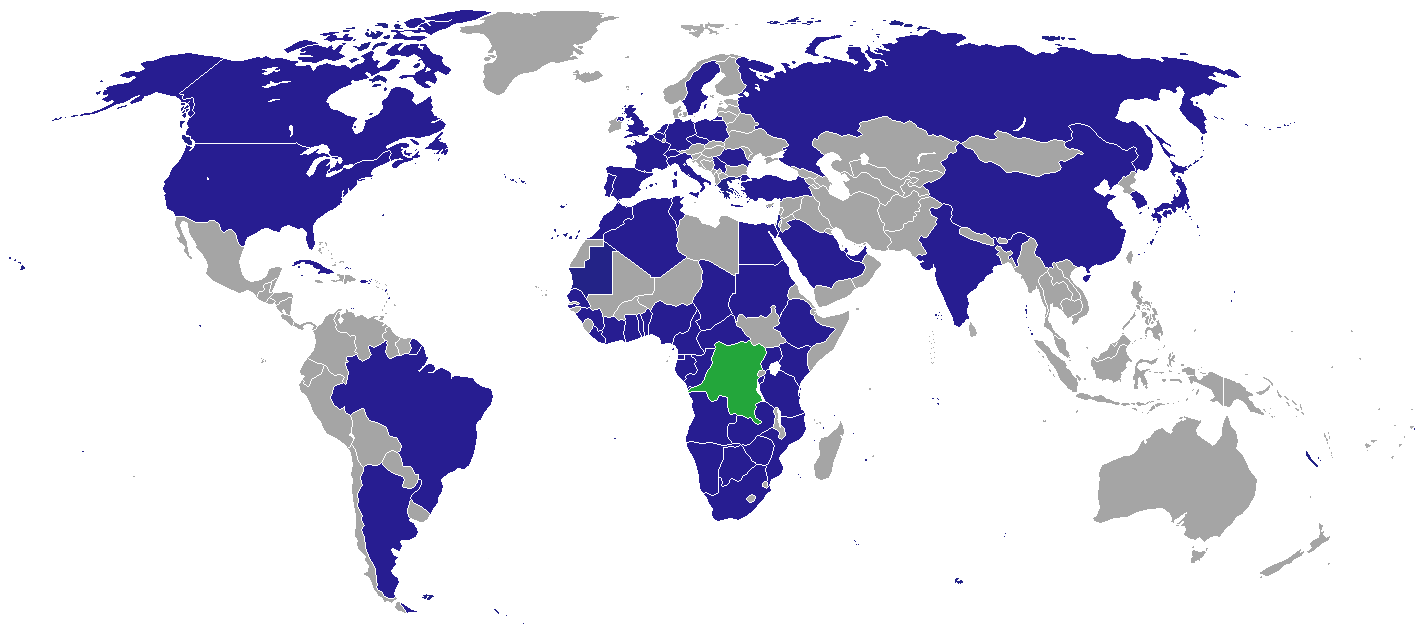
Standorte der diplomatischen Vertretungen der Demokratischen Republik Kongo

Dies ist eine Liste der diplomatischen und konsularischen Vertretungen der Demokratischen Republik Kongo.

## Diplomatische und konsularische Vertretungen

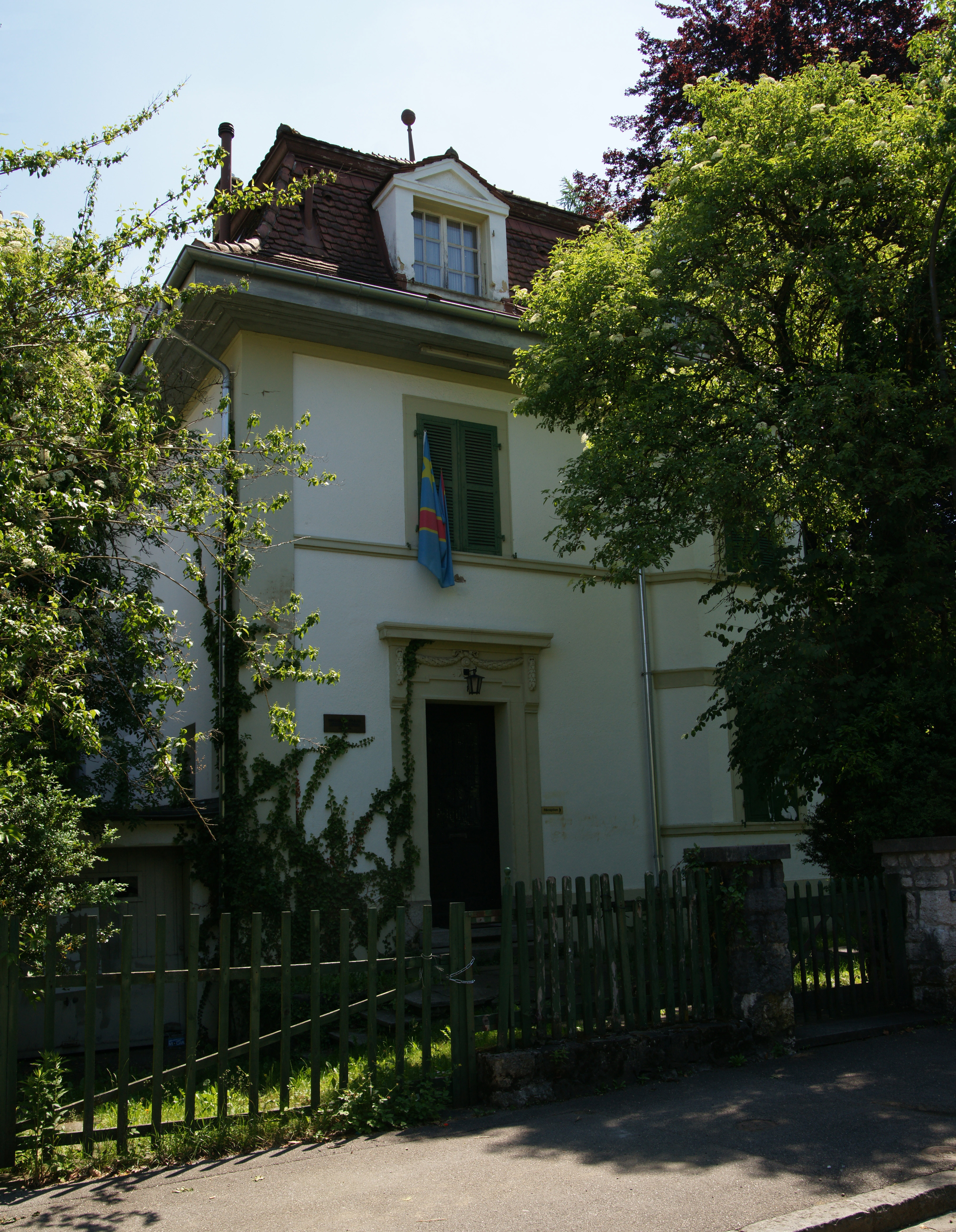
Botschaft der Demokratischen Republik Kongo in Bern

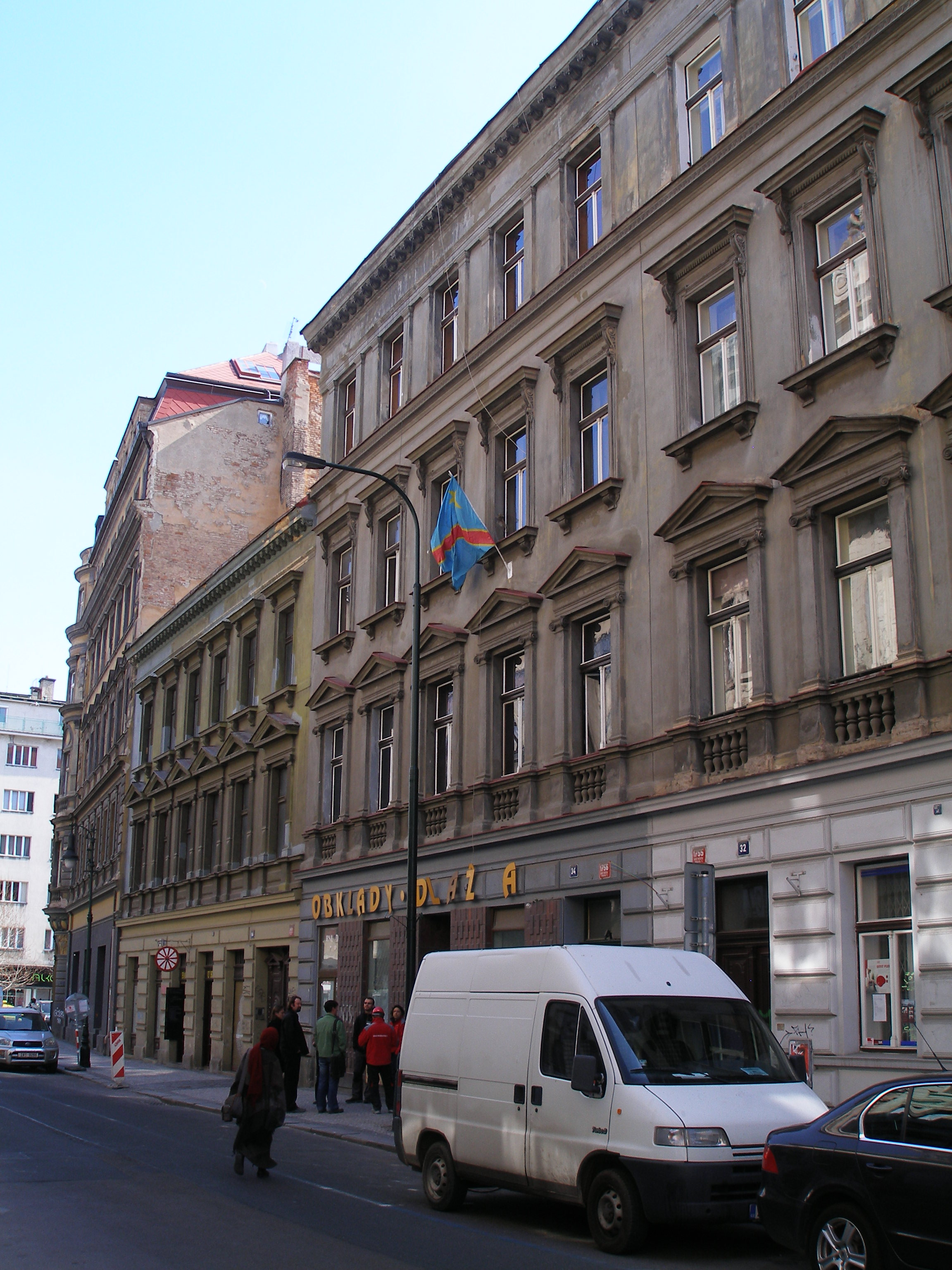
Botschaft der Demokratischen Republik Kongo in Prag

### Afrika
| - Ägypten: Kairo, Botschaft - Algerien: Algier, Botschaft - Angola: Luanda, Botschaft - Angola: Luena, Generalkonsulat - Äthiopien: Addis Abeba, Botschaft - Benin: Cotonou, Botschaft - Burundi: Bujumbura, Botschaft - Elfenbeinküste: Abidjan, Botschaft - Gabun: Libreville, Botschaft - Guinea: Conakry, Botschaft - Kamerun: Jaunde, Botschaft - Kenia: Nairobi, Botschaft - Kongo: Brazzaville, Botschaft - Marokko: Rabat, Botschaft - Marokko: Ad-Dakhla, Generalkonsulat - Mauretanien: Nouakchott, Botschaft - Mosambik: Maputo, Botschaft | - Namibia: Windhoek, Botschaft - Nigeria: Lagos, Botschaft - Ruanda: Kigali, Botschaft - Sambia: Lusaka, Botschaft - Sambia: Ad-Dakhla, Generalkonsulat - Senegal: Dakar, Botschaft - Simbabwe: Harare, Botschaft - Südafrika: Pretoria, Botschaft - Sudan: Khartum, Botschaft - Tansania: Daressalam, Botschaft - Tansania: Kigoma, Generalkonsulat - Togo: Lomé, Botschaft - Tschad: N’Djamena, Botschaft - Tschad: Moundou, Konsulat - Uganda: Kampala, Botschaft - Zentralafrikanische Republik: Bangui, Botschaft |

### Amerika
| - Argentinien: Buenos Aires, Botschaft - Brasilien: Brasília, Botschaft - Kanada: Ottawa, Botschaft | - Kuba: Havanna, Botschaft - Vereinigte Staaten: Washington, D.C., Botschaft |

### Asien
| - Volksrepublik China: Peking, Botschaft - Indien: Neu-Delhi, Botschaft - Israel: Tel Aviv, Botschaft - Japan: Tokio, Botschaft | - Katar: Doha, Botschaft - Saudi-Arabien: Riad, Botschaft - Südkorea: Seoul, Botschaft - Vereinigte Arabische Emirate: Abu Dhabi, Botschaft |

### Europa
| - Belgien: Brüssel, Botschaft - Belgien: Antwerpen, Generalkonsulat - Deutschland: Berlin, Botschaft - Frankreich: Paris, Botschaft - Griechenland: Athen, Botschaft - Italien: Rom, Botschaft - Niederlande: Den Haag, Botschaft - Polen: Warschau, Botschaft - Portugal: Lissabon, Botschaft | - Rumänien: Bukarest, Botschaft - Russland: Moskau, Botschaft - Schweden: Stockholm, Botschaft - Schweiz: Bern, Botschaft - Serbien: Belgrad, Botschaft - Spanien: Madrid, Botschaft - Tschechien: Prag, Botschaft - Türkei: Ankara, Botschaft - Vereinigtes Königreich: London, Botschaft |

## Vertretungen bei internationalen Organisationen
- Vereinte Nationen: New York, Ständige Vertretung
- Vereinte Nationen: Genf, Ständige Vertretung
- Heiliger Stuhl: Vatikanstadt, Botschaft